# 肯伍德宮

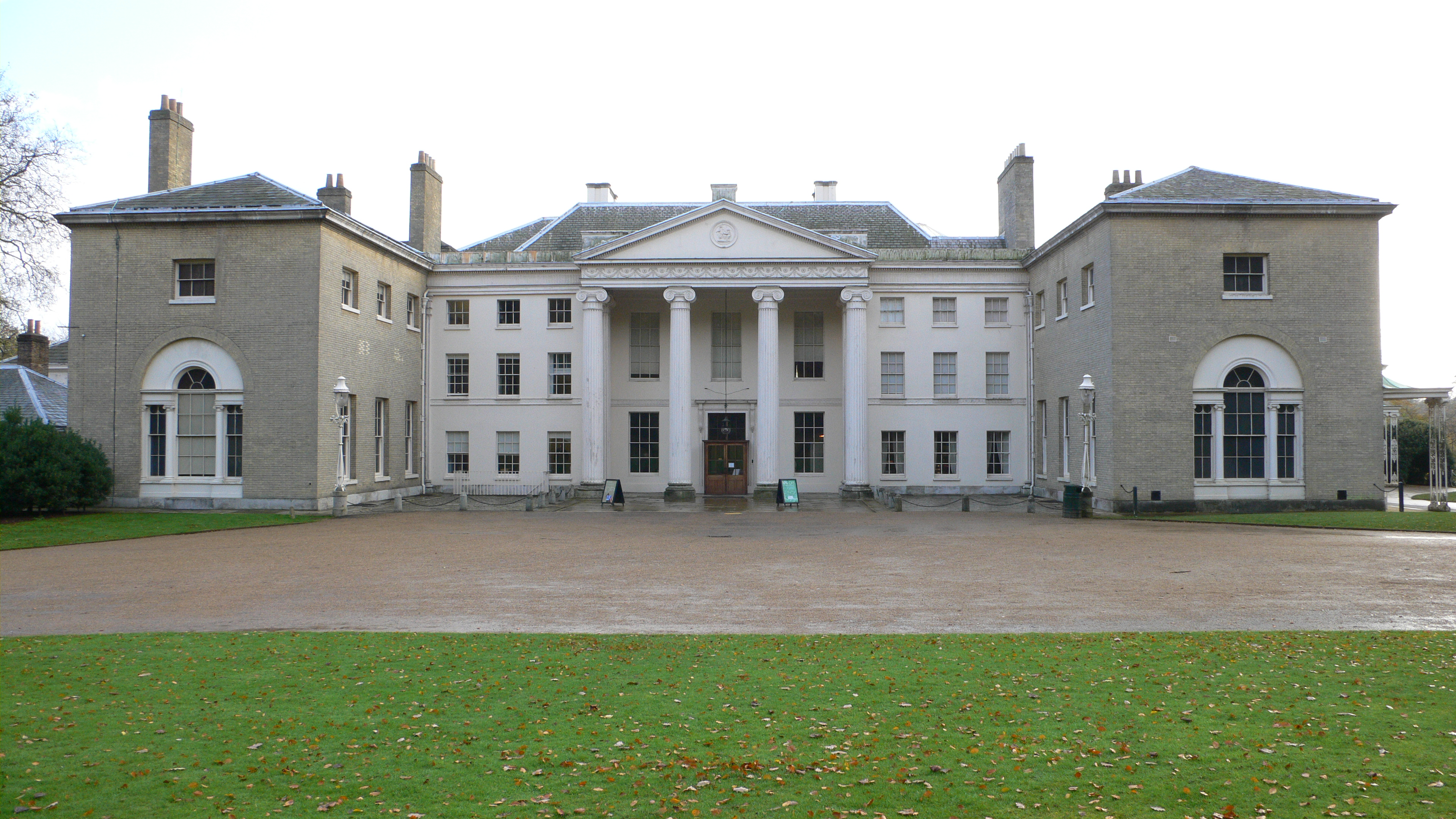
肯伍德宮北立面

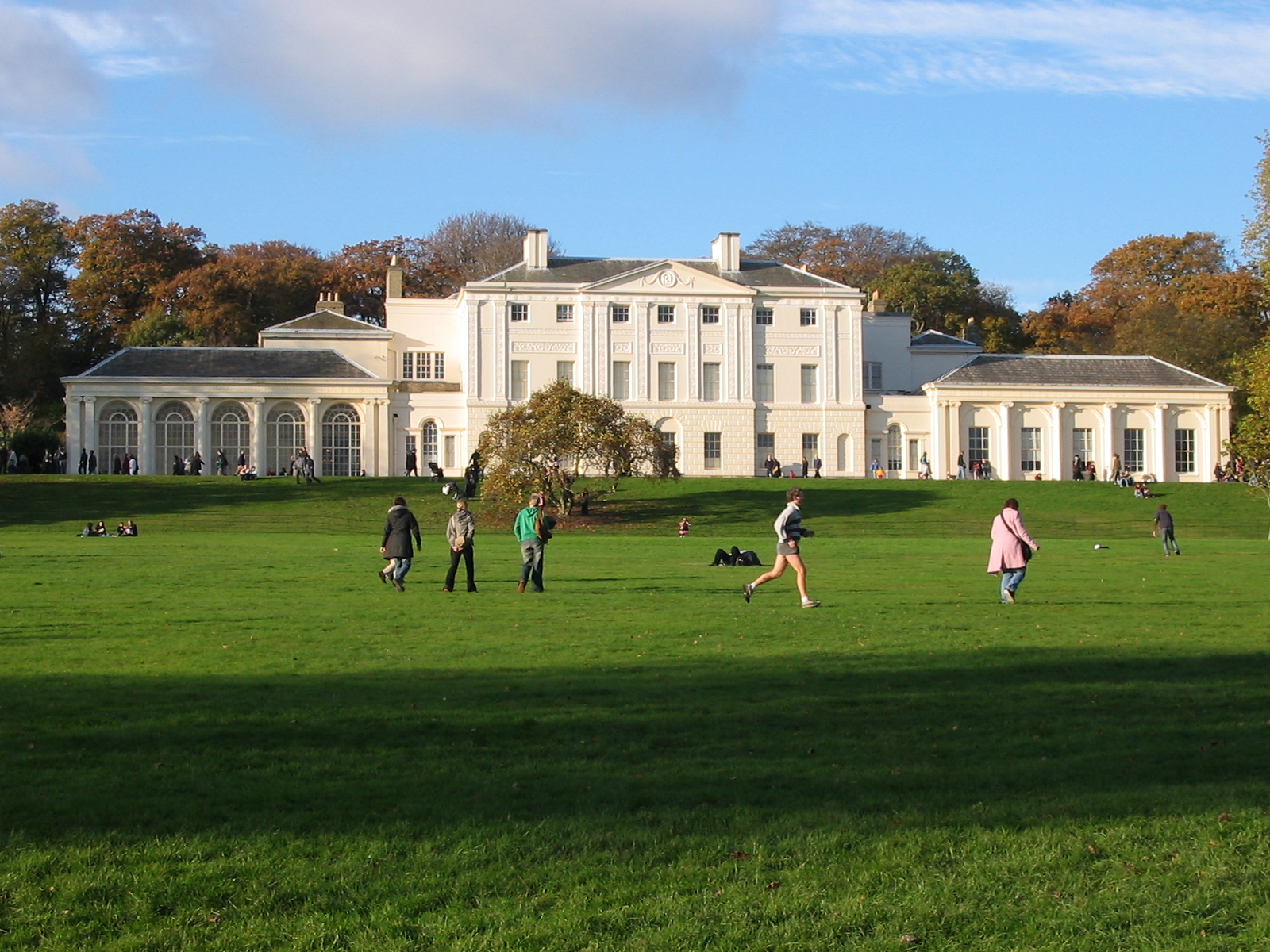
肯伍德宮南立面

肯伍德宮（英語：Kenwood House）是一座昔日的英国乡村别墅，位于伦敦汉普斯特得，汉普斯特德荒野的北侧。由英格兰遗产委员会管理，并向公众开放。2012-2013年，肯伍德宮关闭大修。2019年，有134,238人參觀肯伍德宮。
肯伍德宮以艺术品著称。
|  |  |  |  |